# Swetogorsk
Swetogorsk (russisch Светогорск, finnisch Enso) ist eine Stadt in der Oblast Leningrad im Nordwesten Russlands mit 13.419 Einwohnern (Stand 1. Januar 2024).

## Lage
Swetogorsk liegt ca. 200 km nordwestlich von Sankt Petersburg am Fluss Wuoksa (Vuoksi) an der Grenze zu Finnland. Die Stadt gehört zum Rajon Wyborgski der Oblast Leningrad. Auf finnischer Seite befindet sich in sieben Kilometern Entfernung die Stadt Imatra.

## Geschichte
Vor dem Zweiten Weltkrieg trug Swetogorsk den Namen Enso und gehörte zu Finnland. Damals war der Ort Teil der Gemeinde Jääski (heute Lessogorski). Durch die Grenzziehung 1940 nach dem Winterkrieg sowie erneut 1944 nach Ende des Fortsetzungskrieges verblieb Enso auf sowjetischer Seite. Die finnische Bevölkerung wurde evakuiert und in Finnland neu angesiedelt, in Enso ließen sich Ukrainer, Weißrussen und Russen nieder. 1949 wurde der Ort in Swetogorsk umbenannt und erhielt die Stadtrechte.
Das 1924 gegründete Unternehmen Enso-Gutzeit unterhielt in Enso eine Papierfabrik und trug den Namen des Ortes in seiner Firma. Nach dem Krieg siedelte der Konzern nach Finnland um, 1998 fusionierte er mit dem schwedischen Konzern Stora zu Stora Enso, dem zweitgrößten Forstunternehmen der Welt. Auch heute ist in Swetogorsk Papierindustrie ansässig: Das OAO-Swetogorsk-Werk des Konzerns International Paper beschäftigt 3000 Menschen, in einer Toilettenpapierfabrik des Unternehmens Svenska Cellulosa Aktiebolaget arbeiten weitere 400.

## Sehenswürdigkeiten

Villa im Bauhaus-Stil des finnischen Architekten Väinö Vähäkallio, erbaut 1938
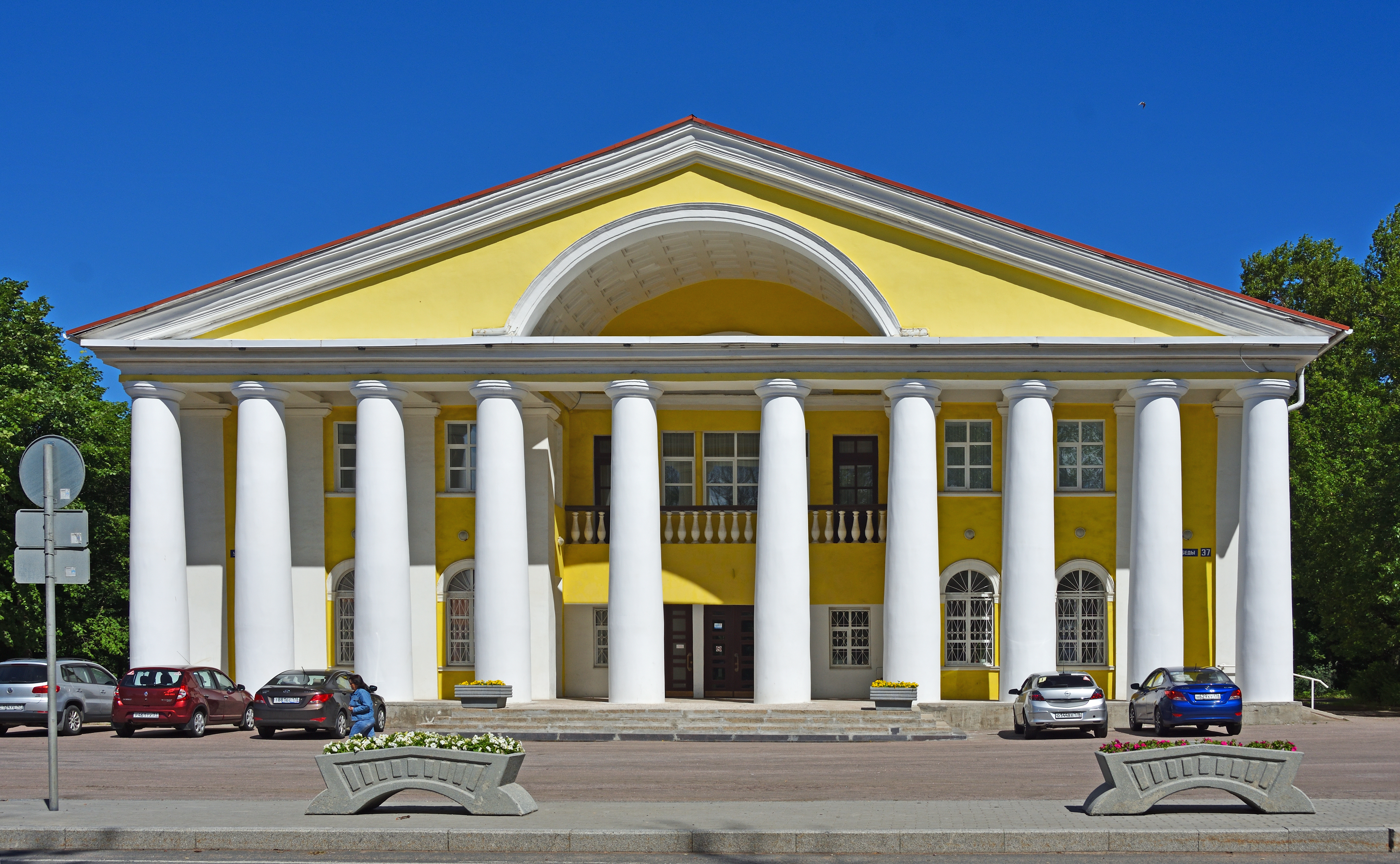
Kulturhaus im Stil des Sozialistischen Klassizismus von 1957, Architekt Jakow Abramowitsch Kornfeld

### Bevölkerungsentwicklung
| Jahr | Einwohner |
| ---- | --------- |
| 1959 | 10.448    |
| 1970 | 9.623     |
| 1979 | 12.990    |
| 1989 | 15.594    |
| 2002 | 15.698    |
| 2010 | 15.981    |

Anmerkung: Volkszählungsdaten